# Ha-joon Chang
Dans ce nom coréen, le nom de famille, Chang, précède le nom personnel.
Ha-Joon Chang, né le 7 octobre 1963 en Corée du Sud, est un économiste hétérodoxe de premier plan, spécialisé en économie du développement. Depuis 2022, il enseigne actuellement l'économie politique du développement à l'école des études orientales et africaines (université de Londres). Précédemment, il enseignait à l'université de Cambridge pendant 32 ans. Il est l'auteur de nombreux livres influents, dont Kicking Away the Ladder: Development Strategy in Historical Perspective (2002), qui a gagné en 2003 le prix Gunnar Myrdal décerné par la European Association for Evolutionary Political Economy (EAEPE).
L'un des principaux disciples de Joseph Stiglitz, Ha-Joon Chang a travaillé comme consultant pour la Banque mondiale, pour la Banque asiatique de développement, pour la Banque européenne d'investissement, pour diverses agences des Nations unies et pour l'ONG Oxfam. Il est aussi membre du Center for Economic and Policy Research à Washington, D.C.
Il reçoit en 2005 pour l'ensemble de son œuvre le prix Léontieff pour l'avancement des limites de la pensée économique (dont les lauréats incluent Amartya Sen, John Kenneth Galbraith et Herman Daly) décerné par le Global Development and Environment Institute.

## Carrière
Après des études d'économie à l'université nationale de Séoul puis à l'université de Cambridge, Ha-Joon Chang a d'abord travaillé avec son ancien professeur Robert Rowthorn, d'influence marxiste, à élaborer les fondements théoriques d'une politique économique industrielle à mi-chemin entre la planification centralisée et le marché complètement dérégulé. Comme ces premiers travaux, l'ensemble de son œuvre s'inscrit dans le courant de pensée économique baptisé institutionnalisme. Ce courant considère qu'il est crucial d'analyser l'histoire économique ainsi que les conditions socio-politiques de l'activité économique pour comprendre les mécanismes qui régissent l'économie.
Dans son livre Kicking Away the Ladder, Chang explique que la quasi-totalité des pays développés se sont enrichis en menant des politiques massivement interventionnistes et protectionnistes. Il pointe ainsi l'inconséquence ou l'hypocrisie qu'il y a à exiger des pays en voie de développement qu'ils ouvrent leurs marchés et privatisent leur économie, arguant que les politiques néolibérales imposées à ces pays au nom du développement sont en fait précisément ce qui les empêche de se développer.
Il approfondit cette idée dans son livre Bad Samaritans: The Myth of Free Trade and the Secret History of Capitalism, paru en 2008. Dans cet ouvrage, Chang montre que l'ouverture complète des frontières commerciales n'a que très rarement fonctionné comme stratégie de développement, et que l'interventionnisme économique produit de bien meilleurs résultats en ce qui concerne la croissance et la sortie de l'extrême pauvreté.
Dans son dernier livre, 23 Things They Don't Tell You about Capitalism (2010), Chang se propose de critiquer en des mots simples une série de 23 idées reçues typiques de la pensée néolibérale. Il explique par exemple qu'il n'existe pas de marché libre ("Chose n°1"), que le capital a bien une identité nationale ("Chose n°8"), que les habitants des pays pauvres sont plus entreprenants que ceux des pays riches ("Chose n°15") ou encore que malgré la chute du communisme, nous vivons toujours dans des économies planifiées ("Chose n°19").